# Ratpenat d'orelles llargues de De Winton
El ratpenat d'orelles llargues de De Winton (Laephotis wintoni) és una espècie de ratpenat de la família dels vespertiliònids. Viu a Etiòpia, Lesotho, Sud-àfrica i Tanzània. Habita les sabanes seques, els matollars de tipus mediterrani i els herbassars situats a gran altitud. Es creu que no hi ha cap amenaá significativa per a la supervivència d'aquesta espècie.